# Perth, Scoția
Perth este un oraș în Scoția centrală, situat pe malul râului Tay. Este centrul administrativ al consiliul zonei Perth and Kinross și județul istoric pentru Perthshire. Potrivit rezultatelor recensământului din 2011 Perth, inclusiv suburbiile sale imediate, are o populatie de 50.000. De la publicarea poveștii Fair Maid of Perth (Frumoasa din Perth) de scriitorul scoțian Sir Walter Scott în 1828, Perth este cunoscut ca The Fair City. Spre sfârșitul perioadei medievale orașul a fost numit St John's Toun sau Saint Johnstoun de locuitori, făcând referire la biserica dedicată Sf. Ioan Botezătorul. Acest nume este păstrat de echipa de fotbal a orasului, St. Johnstone F.C.
Numele Perth vine de la Pictish, un cuvânt pentru lemn sau dumbravă. Încă din preistorie a existat o așezare la Perth  pe o movilă ridicată puțin mai sus de câmpia râului Tay, unde ar putea fi traversat râul la reflux. Se știe că zona din jurul orașului modern a fost ocupată de când au ajuns vânătorii și culegătorii mezolitici, cu mai mult de 8000 de ani în urmă. Prin apropierea orașului există pietre și cercuri neolitice, datând din aproximativ 4000 î.Hr., ca urmare a introducerii agriculturii în zonă.
Reforma scoțiană a jucat, de asemenea, un rol important, ducând la concedierea caselor de Greyfriars și Blackfriars, după o predică dată de John Knox în St John Kirk în 1559. The Act of Settlement (Actul de decontare) a provocat mai tarziu  revoltele Iacobite. Orașul a fost ocupat de suporterii Iacobite în trei rânduri (1689, 1715 și 1745). Fondarea Academiei Perth în 1760 a ajutat la introducerea industriilor majore, cum ar fi lenjerie, piele, înălbitor și whisky-ul, în oraș. Având în vedere locația sa, Perth a fost plasat perfect pentru a deveni un important centru de transport feroviar odata cu apariția căilor ferate, prima stație fiind construită în 1848.

## Personalități născute aici
- John Buchan (1875 - 1940), scriitor, politician canadian;
- Ewan McGregor (n. 1971), actor;
- Scott Donaldson (n. 1994), jucător de snooker.